# IV Всеукраїнський з'їзд рад

Резолюція про державні взаємини між УСРР і РСФРР.

IV Всеукраїнський з'їзд рад — Всеукраїнський з'їзд рад робітничих, селянських і червоноармійських депутатів, який відбувся в Харкові 16—20 травня 1920. На з'їзд прибули 811 делегатів із правом вирішального голосу, з них: 710 комуністів та 28 співчуваючих їм, 30 лівих есерів (борбистів), 5 представників єврейських соціалістичних партій, решта — позапартійні.
Порядок денний:
1. Доповідь уряду та співдоповіді про взаємини між РСФРР та УСРР, з питань продовольчого та освіти.
2. Про війну з Польщею.
3. Вибори ЦВК.

Ч. В. з. Р. ухвалив постанови: «Про державні відносини між УСРР та РСФРР», «Про радянське будівництво», у продовольчому і земельному питаннях, про амністію у зв'язку зі звільненням України від денікінців та ін. У постанові «Про державні стосунки між УСРР та РСФРР» підтверджувалася чинність угоди від 1 червня 1919 про військово-політичний союз і входження України до Російської Федерації. Одностайно був схвалений «Маніфест» про оголошення війни Польщі.
З'їзд обрав Всеукраїнський центральний виконавчий комітет рад із 82 членів та 44 кандидатів, з яких лише 9 не були комуністами.
Надзвичайно складне політичне і воєнне становище республіки змусило КП(б)У поки не відмовлятися від блокування з національними партіями. Від Української партії лівих соціалістів-революціонерів (борбистів) до ВУЦВК увійшли М. Алексєєв, Є. Терлецький, В. Качинський, від Української комуністичної партії — А. Річицький, від Закордонної групи Української комуністичної партії — В. Винниченко, від колишніх боротьбистів — П. Любченко, О. Шумський, В. Блакитний.
Голова ВУЦВК — комуніст Григорій Петровський. Згідно з рішенням про державні стосунки з Росією з'їзд обрав представників до Всеросійського ЦВК рад пропорційно до співвідношення робітничо-селянського населення республік — 38 членів та 13 кандидатів.